# Адріан Блаау
Адріан Блаау (нід. Adriaan Blaauw; 12 квітня 1914, Амстердам, Нідерланди — 1 грудня 2010, Гронінген, Нідерланди) — голландський астроном, член Нідерландської королівської АН (1963).

## Біографія
Народився в Амстердамі. 1938 року закінчив Лейденський університет. У 1938—1945 працював в Астрономічній лабораторії ім. Я. К. Каптейна Гронінгенського університету, в 1945—1948 — в Лейденській обсерваторії, в 1948—1953 викладав астрономію в Лейденському університеті. У 1953—1957 працював в Чиказькому університеті і Єркській обсерваторії (США). У 1958—1968 — директор Астрономічної лабораторії ім. Я. К. Каптейна, в 1957—1970 — професор Гронінгенського університету, в 1970—1974 — генеральний директор Європейської південної обсерваторії. З 1975 — професор Лейденського університету.
Президент Міжнародного астрономічного союзу (1976—1979).
Наукові роботи присвячені зоряній астрономії, вивченню змінних зір. Досліджував основні характеристики різних типів зоряного населення Галактики — просторовий розподіл, кінематичні особливості, світність, вік, хімічний склад. Спільно з X.Р.Морганом здійснив аналіз просторових рухів довгоперіодичних цефеїд, що дозволило дуже точно обчислити абсолютні величини цього класу зір і таким чином уточнити шкалу галактичних відстаней. 1948 року спільно з Отто Струве виконав детальне дослідження спектральних змін RR Ліри протягом повного циклу ефекту Блажка. 1953 року спільно з М. Саведовим встановив залежність між періодом і світністю для змінних типу β Цефея. У 1952—1956 вивчив власні рухи зір кількох O-асоціацій у зв'язку з проблемою нестійкості і розпаду цих зоряних груп. 1961 року запропонував гіпотезу про зв'язок швидких OB-зір зі спалахами наднових, згідно з якою OB-зорі можуть набувати аномально великих просторових швидкостей після вибуху одного з компонент тісної подвійної системи.

## Визнання
- Премія П. Ж. С. Жансена Французького астрономічного товариства (1978).
- Медаль Кетрін Брюс Тихоокеанського астрономічного товариства (1989)
- На його честь названо астероїд 2145 Блаау[5]